# 지붕

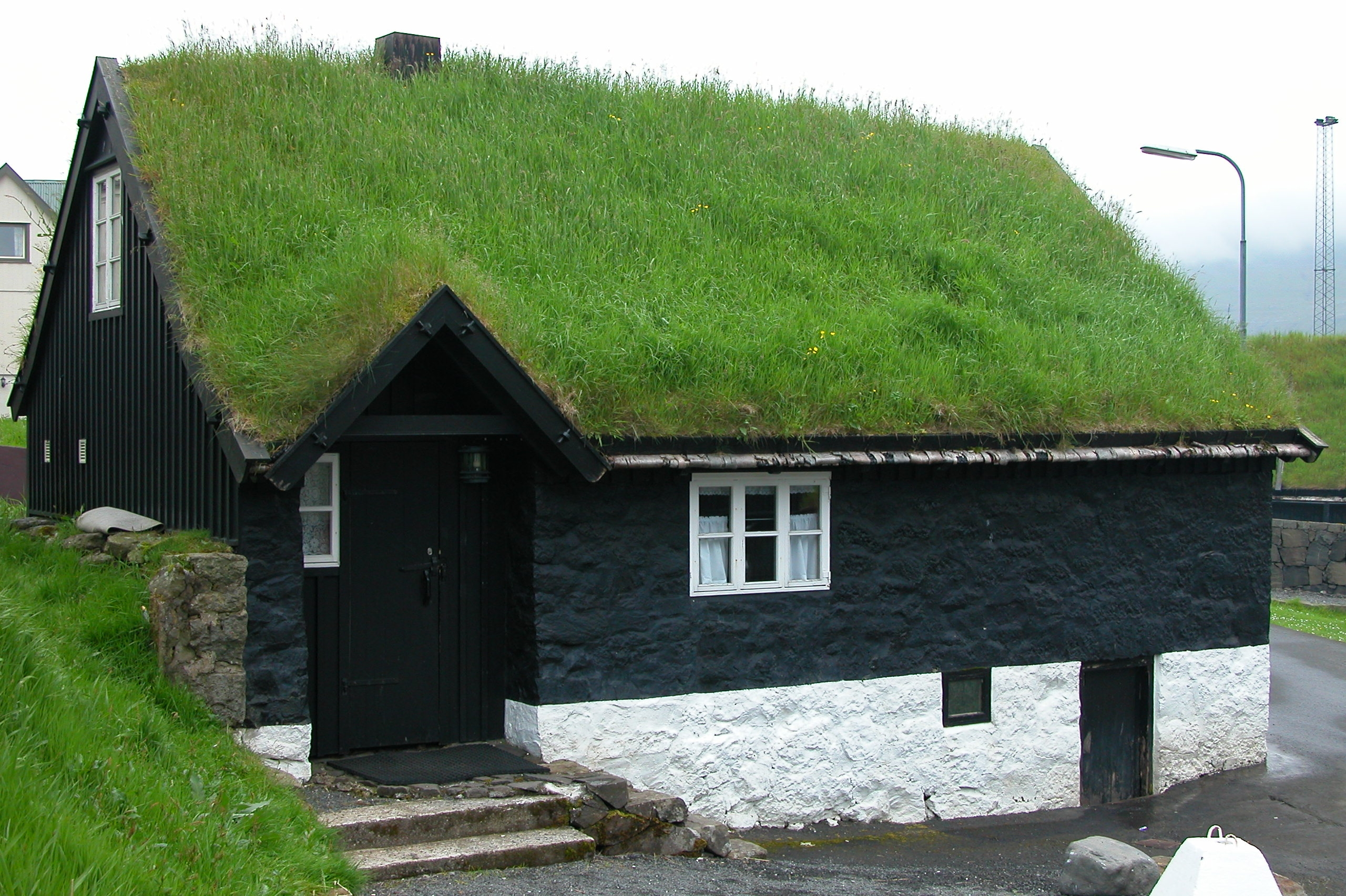
페로 제도의 희한하게 생긴 지붕. 잔디로 덮여 있다. 옥상 녹화의 예.

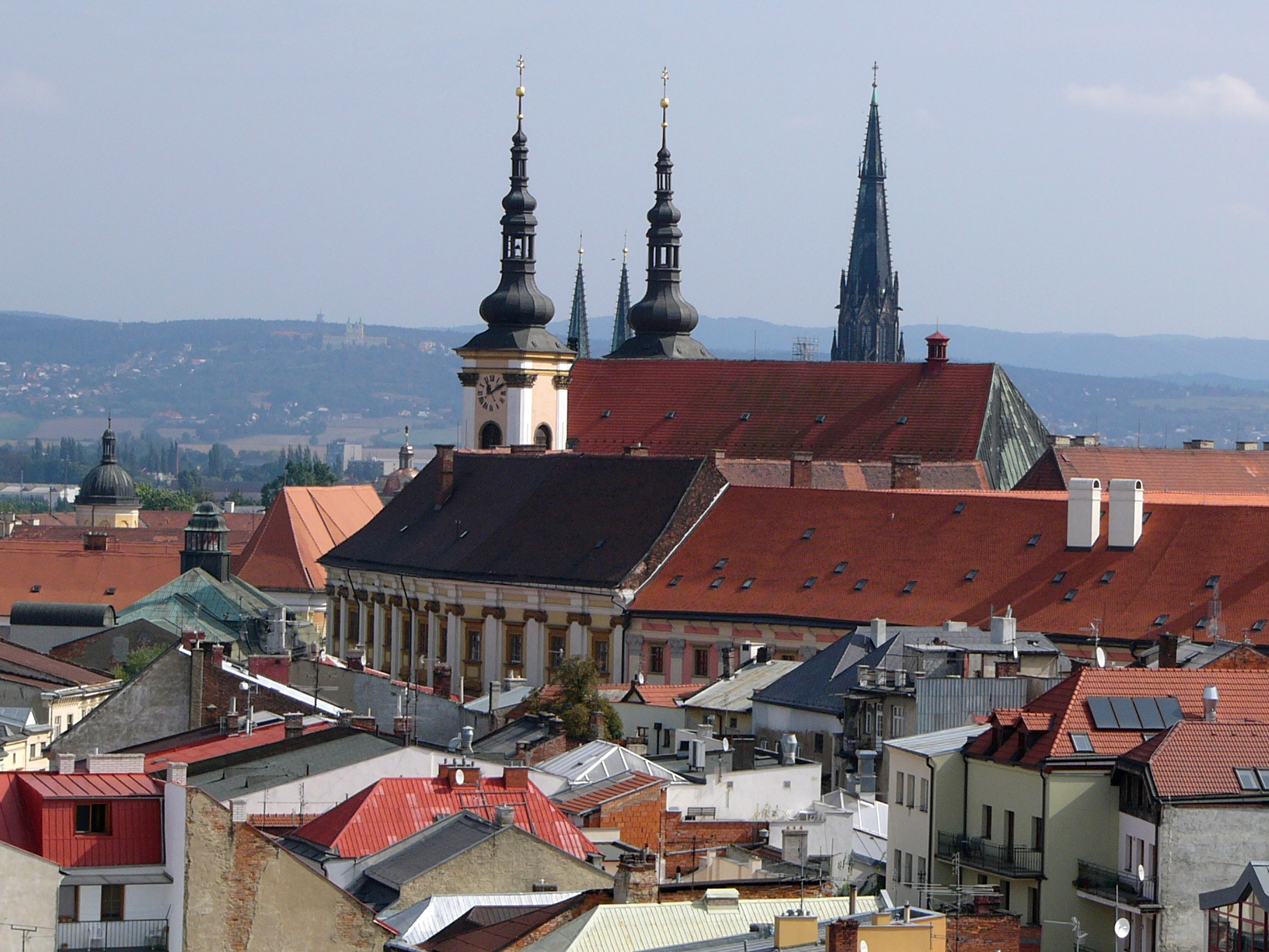
체코 올로모우츠의 교회

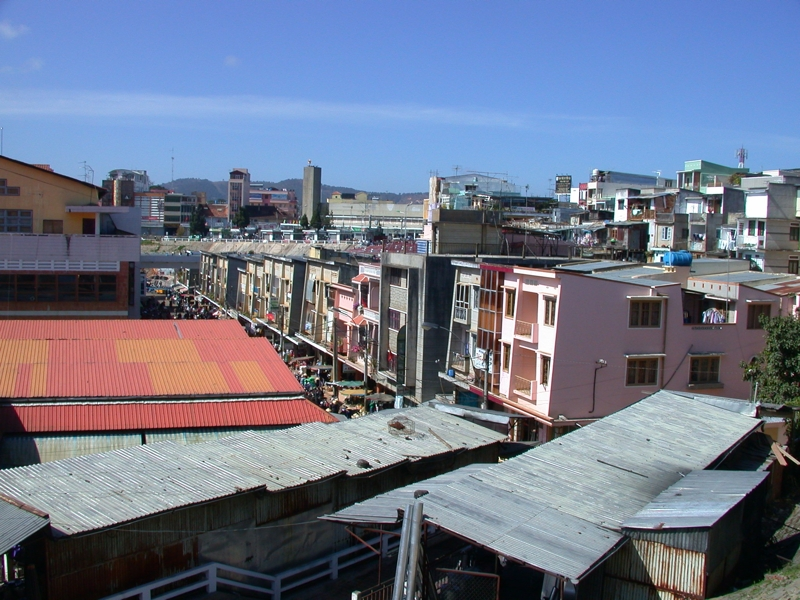
베트남 가옥의 지붕들

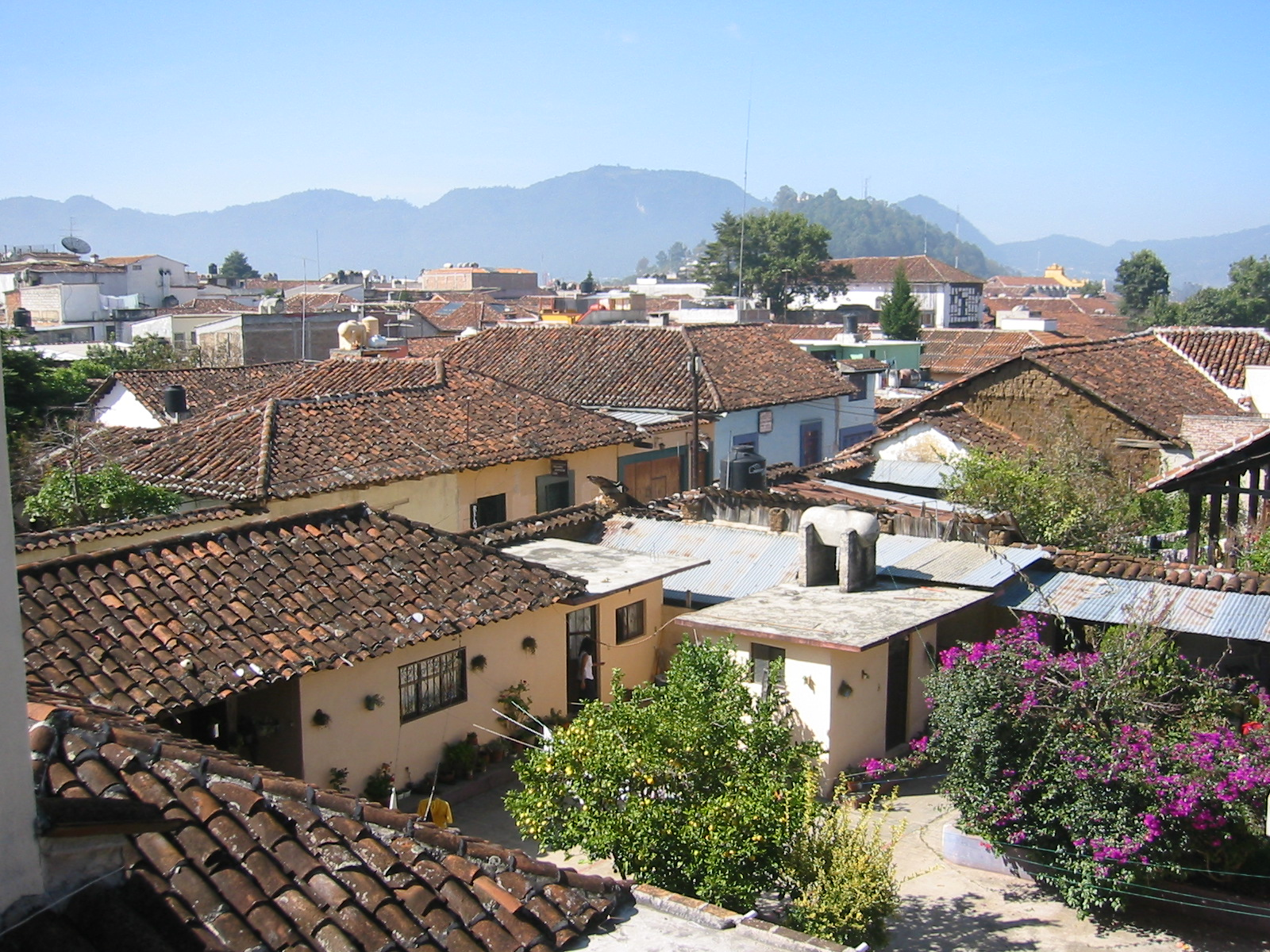
멕시코 산크리스토발 데라스 까사스의 주택 지붕들

지붕은 벽, 바닥, 기둥 및 보와 함께 상부 구조물(super structure)을 이루며, 건물의 최상단에서 건물의 형태를 결정하는 가장 중요한 시각적 구성요소다. 건축물과 그 구성물들을 날씨 등 기상 요소의 영향으로부터 보호한다. 지붕이 필요한 구조물은 작게는 우편함에서부터 성당이나 경기장까지 다양하나, 주택이 가장 일반적이다.
대부분의 국가에서 지붕은 비를 막는 용도로 설치된다. 건축물의 태생에 따라 열기나 햇빛, 한기나 바람을 막기 위해 설치될 수도 있다. 예를 들면 온실에 지붕을 설치하는 것의 목적은 한기나 바람, 비를 막고 햇빛만을 통과시키기 위함이다. 베란다의 경우 햇빛을 막는 대신 다른 요소들은 자유롭게 소통되도록 한다.
지붕의 특징은 다음과 같은 요소에 따라 달라진다.
- 지붕이 속해 있는 건축물의 용도
- 지붕을 만드는 데 쓰이는 재료
- 지역에 따른 건축 양식
- 건축 설계(넓은 개념)
- 건축 관례
- 국가적 또는 지역적 법률

지붕 설계의 기본 요소는 다음과 같다.
- 재료 : 지붕의 재료는 바나나 잎, 밀짚, 해초, 접합유리, 알루미늄 시트, 프리캐스트 콘크리트 등 다양하다. 세계 많은 곳에서는 수 세기에 걸쳐 기와를 사용해 왔다.

- 건조 : 건조 시 고려되는 요소로는 지붕을 지지하는 방법 또는 지붕의 경사를 어느 정도로 급하게 할 것인가 등이 있다. 지붕의 경사란 지붕의 아래에서 가장 높은 곳까지의 각도를 말한다. 대부분의 집들의 지붕은(매우 건조한 지대를 제외하고) 경사진 모양이다. 지붕을 경사지게 한 이유는 미관상의 목적도 있지만, 근본적인 이유는 실용적인 필요성 때문이다. 예를 들면 초가 지붕의 경우 내구성 있게 하는 동시에 방수 효과를 주기 위해 경사를 급하게 만든다[1]. 왜기와의 경우 경사가 크면 불안정하지만 경사가 작을 경우 날씨 변화로부터 집 내부를 보호하는 데 효과적이다. 비가 별로 오지 않는 지역의 지붕은 거의 편평하며 물이 흐를 수 있는 홈이 있어서 가끔씩 있는 폭우에 대비하도록 만들어져 있다.

- 내구력 : 지붕의 내구력은 중요한 요소인데, 그 이유는 집을 수리하거나 리뉴얼 할 경우 지붕은 가장 접근성이 떨어지는 부위이며, 지붕이 망가지거나 파괴되었을 경우 심각한 부작용을 가져올 수 있기 때문이다.

## 옥상과의 차이
지붕과 옥상의 차이는 있다. 지붕은 삼각형 또는 원형으로 만들어서 사람이 올라갈 수 없는 구조로 만들어진 것이며, 옥상은 건축물 윗부분을 다용도로 활용하기 위해 일부러 평평하게 만든 공간을 의미한다.

## 같이 보기
- 역청탄 방수
- 건축
- 건물의 외피
- 옥상 녹화
- 금속 지붕
- 금속 지붕 협회
- 옥상 정원
- 지붕기술자
- 루핑 펠트
- 태양 전지판
- 장력 구조
- 기와